# Синдром Куленкампфа — Тарнова
Синдром Куленкампфа — Тарнова — осложнение при лечении антипсихотиками (нейролептиками), проявляющееся приступообразным напряжением мышц лица, глотки, насильственным высовыванием языка, пароксизмом открытого рта, затруднением глотания, дыхания и речи, насильственным поворотом головы в сторону или запрокидыванием её назад. Обычно наблюдается в начале курса лечения нейролептиками (особенно трифтазином и производными бутирофенона, такими как галоперидол) и не совпадает с явлениями паркинсонизма. Часто сопровождается выраженной акатизией, тахикардией и тахипноэй.
Синдром назван в честь немецких врачей Каспара Куленкампфа и Гарда Тарнова, описавших это осложнение в 1956 году.